# Giuseppe Sanarelli
Giuseppe Sanarelli (Monte San Savino, 24 aprile 1864 – Roma, 6 aprile 1940) è stato un igienista e politico italiano.

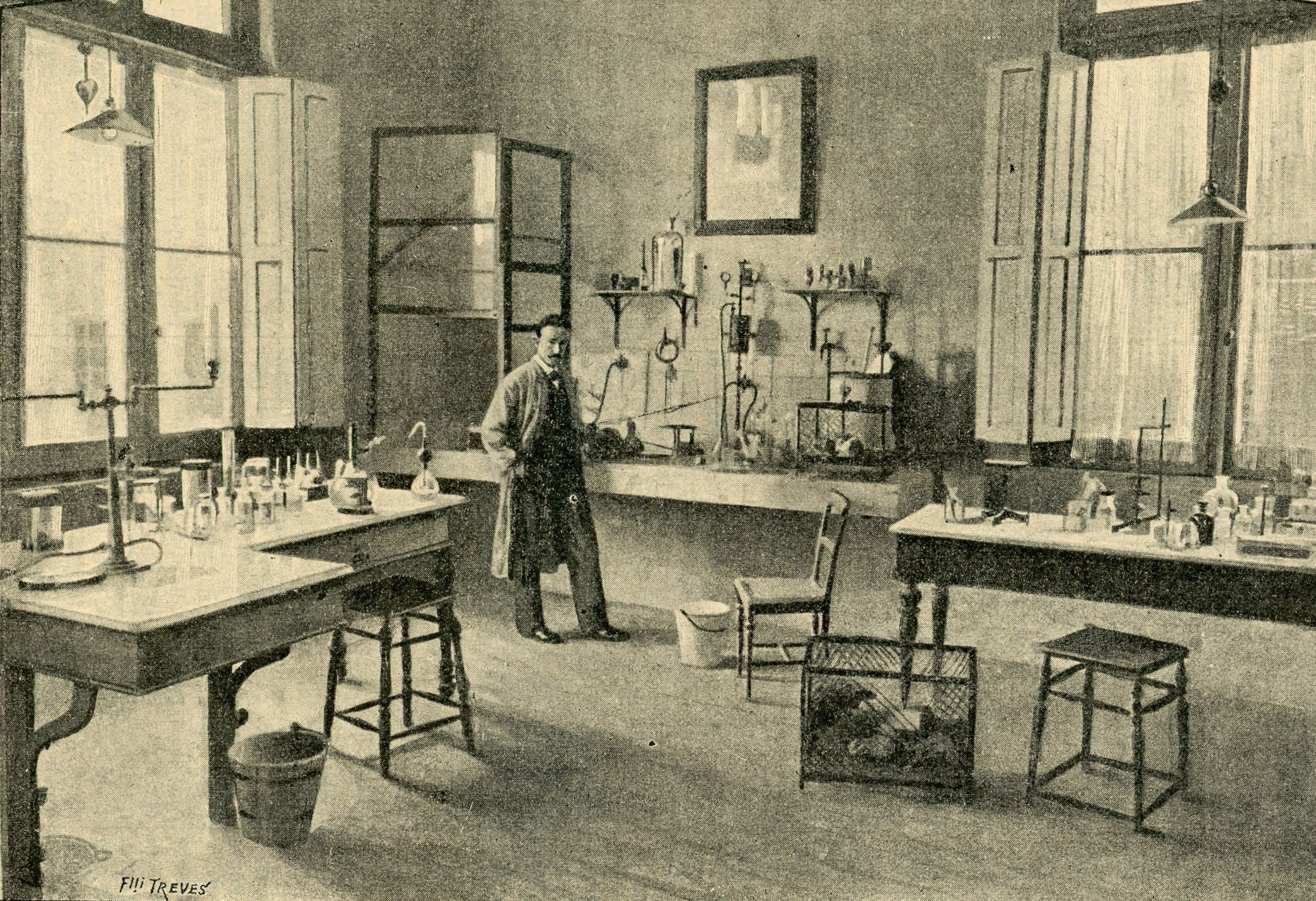
Lo stabilimento d'igiene sperimentale fondato e diretto da Sanarelli a Montevideo

Prolifico ricercatore e professore di igiene presso le università di Siena, Bologna e Roma-La Sapienza, della quale fu rettore tra il 1922 e il 1923, fu anche deputato e poi senatore del Regno mentre tra il 1906 e il 1909 fu Sottosegretario di Stato al Ministero dell'agricoltura, dell'industria e del commercio nel terzo governo Giolitti. Per le sue ricerche su colera, febbre tifoide, tubercolosi, ultrafiltrazione e ultravirus fu candidato al Premio Nobel per la medicina in quattro occasioni (1930, 1935, 1936 e 1937). Massone, non si sa dove e quando fu iniziato, ma il 29 luglio 1890 fu affiliato Maestro massone nella loggia Socino di Siena.

## Biografia
Nacque a Monte San Savino, in provincia di Arezzo, il 24 aprile 1864 da Guglielmo Sanarelli e Veniglia Veltroni Poderetti. Nel 1889 si laureò in Medicina e Chirurgia presso l'Università degli Studi di Siena con una tesi sull'eziologia e la profilassi della morva, una malattia infettiva degli equini, ed iniziò a lavorare come aiuto nel laboratorio di patologia generale mentre nel corso degli anni successivi perfezionò la propria formazione nel laboratorio di Camillo Golgi a Pavia, dove compì studi sui processi di riparazione nel cervello e nel cervelletto, e in quello di Max Joseph von Pettenkofer a Monaco di Baviera.
Nel 1892 si recò presso l'Istituto Pasteur di Parigi dove compì ricerche sul vibrione del colera e sulla febbre tifoide sotto l'egida di Émile Roux e Il'ja Il'ič Mečnikov; mantenne sempre una stretta relazione con l'istituto francese pubblicando i suoi lavori più importanti sugli annali del Pasteur. In biologia introdusse la tecnica dei filtri e dei sacchi di collodio al posto delle borse di carta pergamena usate all'epoca e ciò lo portò a scoprire l'ultrafiltrazione.
Tornato in Italia nel 1894 divenne aiuto nel gabinetto del laboratorio di patologia generale sperimentale dell'Università di Siena mentre nel 1895 fondò e diresse l'Istituto di igiene sperimentale dell'Università di Montevideo in Uruguay; proprio presso l'università uruguaiana, grazie alle sue scoperte nel campo dell'ultrafiltrazione, individuò nel 1896 il primo virus ultrafiltrabile denominato successivamente virus mixomatogeno dei conigli (o Sanarellia cuniculi); contestualmente è professore incaricato di igiene all'Università di Siena. Nel febbraio 1897 si recò a Rio de Janeiro dove era scoppiata un'epidemia di febbre gialla che coinvolse anche numerosi marinai del Lombardia, un incrociatore corazzato della Regia Marina inviato per far pressione sul governo brasiliano per sostenere gli immigrati italiani dopo i disordini scoppiati in seguito alla proclamazione della Prima Repubblica brasiliana di Manuel Deodoro da Fonseca. Durate i suoi studi identificò erroneamente l'agente di trasmissione in un microrganismo che ribattezzò bacillus icteroide; due anni dopo Walter Reed e James Carroll ripresero la tesi del medico cubano Carlos Finlay che individuò correttamente come agente della febbre gialla un virus trasmesso da una particolare specie di zanzara, la Aedes aegypti mentre il microrganismo di Sanarelli era l'agente del colera suino. Fu aspramente criticato da William Osler per aver infettato soggetti sani volontari, provenienti dagli strati più poveri della società brasiliana, nell'ambito delle sue ricerche sulla febbre gialla, sebbene si trattasse di una pratica piuttosto comune per l'epoca tanto che sia Finlay che Reed ricorsero allo stesso metodo. L'errore di Sanarelli destò particolare sorpresa vista la sua competenza nel campo; si è ipotizzato comunque che fosse stato tratto in inganno dall'idea prevalente dell'epoca, che ricercava la causa della febbre gialla in un batterio, e che l'essersi concentrato sulla ciurma dell'incrociatore lo possa aver indotto a non pensare alle zanzare come vettore di contagio; inoltre Sanarelli osservò un numero relativamente ridotto di infezione e compì pochi esperimenti, soprattutto concentrati nel lazzaretto dell'isola di Flores e nell'ospedale São Sebastião.
A Montevideo si sposò con Maria Carmen Pons con la quale si trasferì nel 1898 in Italia dove Sanarelli vinse il concorso per la cattedra di igiene all'Università di Bologna, dove insegnò come professore straordinario e poi ordinario. Col ritorno in Italia nelle sue pubblicazioni mise spesso in relazione l'espansione migratoria verso le Americhe e quella coloniale verso l'Africa sostenendo che fossero due facce della stessa medaglia e che si trattasse in entrambi i casi di una "forma necessaria di sviluppo morale, propaganda civilizzatrice, espansione e grandezza nazionale".
Contestualmente al suo ritorno nel sistema universitario italiano iniziò il suo impegno politico con l'elezione alla Camera dei deputati nel 1900 nelle file della Sinistra storica; rimase deputato per circa vent'anni dalla XXI alla XXIV legislatura per poi passare al Senato del Regno dove rimase fino alla morte; tra il 1906 e il 1909 fu Sottosegretario di Stato al Ministero dell'agricoltura, dell'industria e del commercio nel terzo governo Giolitti. Nell'ambito dei suoi ruoli politici si occupò soprattutto delle malattie che colpivano gli italiani mettendole anche in relazione alle migrazioni e al colonialismo. In un libro sulla tubercolosi del 1913 sostenne l'ereditarietà dell'immunità alla malattia anche se dedicò un capitolo del libro a spiegare perché la tubercolosi fosse particolarmente diffusa negli emigranti italiani di ritorno dal Nord America. Nel 1914 pubblicò il Manuale d'igiene generale e coloniale dove spiegò la sua visione di connessione tra l'emigrazione e il colonialismo; tale manuale era inteso per l'istruzione del personale civile e militare impiegato nelle colonie africane così come per gli emigranti del Sud America.
Nel 1915 fu chiamato alla cattedra d'igiene dell'Università degli Studi di Roma "La Sapienza" che gli consentì di sviluppare ulteriormente la sua carriera politica; contestualmente durante la Prima guerra mondiale si arruolò come volontario nell'Esercito Italiano dove conseguì il grado di maggiore medico e tenente colonnello. Dopo il primo conflitto mondiale le sue ricerche si concentrarono sul colera e sulla tubercolosi, che proprio durante la guerra flagellarono l'Europa. Nel 1922, due anni dopo esser stato proclamato senatore, fu nominato Rettore della Sapienza rimanendo in carica fino al 1923.
Tornò in Sud America, nello specifico in Argentina, nel 1924 per occuparsi di un'epidemia di colera. Durante i suoi esperimenti osservò che eseguendo due iniezioni di colera in un coniglio, animale non ricettivo della malattia, quest'ultimo incorre in uno shock mortale; il fenomeno fu poi ribattezzato nella letteratura medica come fenomeno di Sanarelli-Shwartzman. Sempre riguardo alle sue ricerche sul colera in dieci memorie pubblicate negli annali dell'Istituto Pasteur dimostrò come il vibrione della malattia non penetrasse nell'intestino dallo stomaco, dove sarebbe stato ucciso dal succo gastrico, ma attraverso la circolazione linfatica e generale.
Durante il ventennio fascista in Senato si oppose al disegno di legge per la riforma dell'università e parlò in difesa degli studenti antifascisti; fu anche tra i firmatari del Manifesto degli intellettuali antifascisti. Oltre a questo si limitò semplicemente a non aderire al Partito Nazionale Fascista senza però esercitare ulteriori atti d'opposizione. Nello stesso periodo si batté per la creazione di un'istituzione dedicata allo studio della malaria, nata nel 1927 come Scuola speciale di malariologia poi convertita nel 1933 in Istituto di malariologia.
Fu nominato quattro volte per il premio Nobel per la medicina o fisiologia: nel 1930 per le ricerche sul colera, nel 1935 per il suo lavoro sempre sul colera e sul tifo, nel 1936 per le ricerche su colera, tifo, ultrafiltrazione e ultravirus e nel 1937 per gli studi su alcune enteropatie infettive, sull'ultrafiltrazione, sull'ultravirus e sull'immunità della tubercolosi. Fu inoltre direttore della Rivista di Malariologia, degli Annali d'igiene di Roma e della rivista Attualità medica.
Morì a Roma il 6 aprile 1940 in seguito ad un attacco di appendicite. Presso la Biblioteca Storia della medicina del Dipartimento di medicina sperimentale della Sapienza è conservato il fondo Sanarelli, composto da 55 fascicoli prodotti tra il 1897 e il 1935.